# Лапчатка бесплодная
Лапчатка бесплодная (лат. Potentilla sterilis) — многолетнее травянистое растение, вид рода Лапчатка (Potentilla) семейства Розовые (Rosaceae). Распространено в Европе.

## Ботаническое описание
Многолетнее травянистое растение. Корневище покрыто коричневыми остатками старых стеблей листьев. При длине от 5 до 10 см оно выпускает относительно короткие, почти мясистые надземные побеги. Стебель от распростёртого до восходящего, длиной от 5 до 15 см, с торчащими волосками на черешках и по крайней мере одним стеблевым листом. Базальные стеблевые листья длиной от 5 до 10 см имеют трёхраздельную пальчатую серо-зелёную лопасть. Центральный листочек почти бесстебельный или короткостебельный, широкояйцевидный, длиной от 1 до 4 см, с четырьмя-восемью зубцами с обеих сторон; центральный зубчик значительно меньше. Боковые листочки сильно асимметричны.

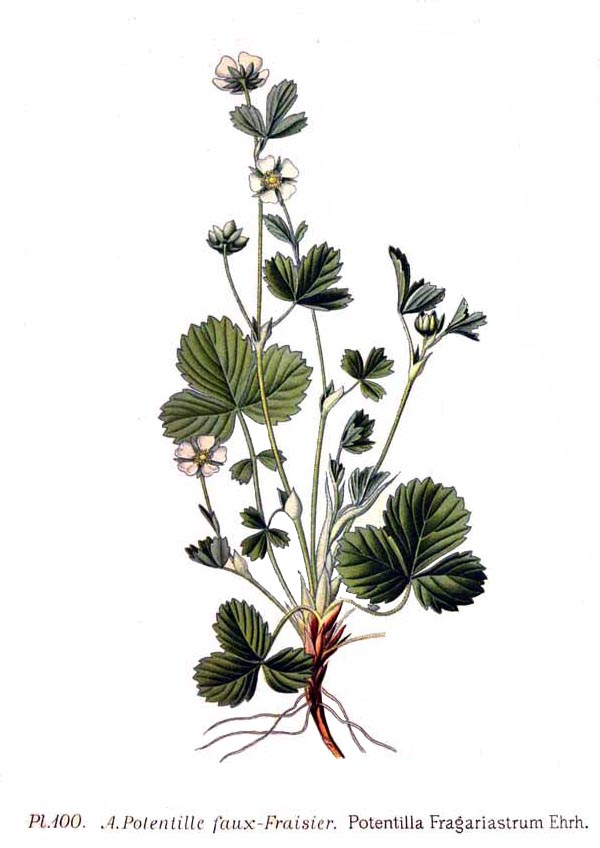
Ботаническая иллюстрация

Период цветения в северном полушарии с февраля по май. На одном стебле бывает от одного до трёх длинностолбиковых цветков. Гермафродитные цветки радиально симметричны, пятилепестковые. Лепестки едва длиннее заострённых чашелистиков, которые после завязи сгибаются вместе над розеткой. Пять свободных белых лепестков длиной 5–6 мм имеют форму перевернутого сердца и не касаются друг друга. Плоды имеют элайосому, созревают с июня по октябрь.
Число хромосом 2n = 28.

## Распространение и экология
Potentilla sterilis широко распространена в умеренном климате Западной и Центральной Европы. Встречается от северной Испании на западе до восточной Германии, очень редко встречается в Польше и Беларуси, на севере в Скандинавии, за исключением самой южной Швеции, на юге Альп через северную Италию, северную часть бывшей Югославию до Венгрии.
Potentilla sterilis предпочитает умеренно сухие или свежие, песчаные или суглинистые почвы. Встречается прежде всего в смешанных дубовых лесах, сосновых и еловых лесах, среди кустарников, в лесополосах, на лесных опушках и на скудных лугах. Полутенеустойчивое, несколько теплолюбивое растение.
Встречается на высоте до 1500 м в Алльгойских Альпах.
Мезоморфный гемикриптофит, вегетативное размножение происходит столонами. Опыление осуществляется насекомыми. После образования завязи стебель становится вялым. Генеративные диаспоры распространяются самосевом или муравьями, в том числе и рыжим лесным муравьём (Formica rufa).